# Dänische Badmintonmeisterschaft 1964
Die Dänische Badmintonmeisterschaft 1964 fand in Kopenhagen statt. Es war die 34. Austragung der nationalen Titelkämpfe im Badminton in Dänemark.

## Titelträger
| Disziplin    | Sieger                                                |
| ------------ | ----------------------------------------------------- |
| Herreneinzel | Erland Kops, Københavns BK                            |
| Dameneinzel  | Pernille Mølgaard Hansen, Gentofte BK                 |
| Herrendoppel | Finn Kobberø Jørgen Hammergaard Hansen, Københavns BK |
| Damendoppel  | Karin Jørgensen Ulla Rasmussen, Københavns BK         |
| Mixed        | Finn Kobberø Ulla Rasmussen, Københavns BK            |